# Turnverein 1861 Rottenburg 2015-2016
Questa voce raccoglie le informazioni riguardanti il Turnverein 1861 Rottenburg nelle competizioni ufficiali della stagione 2015-2016.

## Organigramma societario
Area direttiva
- Presidente: Klaus Maier

Area tecnica
- Allenatore: Hans Müller-Angstenberger
- Allenatore in seconda: Oliver Heiming
- Assistente allenatore: Karsten Haug
- Scout man: Niko Schneider

Area sanitaria
- Medico: Maik Schwitalle
- Fisioterapista: Simon Presch, Sabine Schepperle

## Rosa
| N° | Nome               | Ruolo | Data di nascita   | Nazionalità sportiva |
| -- | ------------------ | ----- | ----------------- | -------------------- |
| 1  | Dirk Mehlberg      | S     | 10 gennaio 1985   | Germania             |
| 3  | Philipp Jankowski  | P     | 15 ottobre 1991   | Germania             |
| 4  | Federico Cipollone | P     | 4 maggio 1994     | Italia               |
| 6  | Friederich Nagel   | C     | 29 settembre 1993 | Germania             |
| 7  | Sven Metzger       | S     | 7 gennaio 1992    | Germania             |
| 8  | Felix Isaak        | C     | 2 settembre 1989  | Germania             |
| 9  | Lars Wilmsen       | C     | 4 luglio 1993     | Germania             |
| 10 | Tom Strohbach      | S     | 27 maggio 1992    | Germania             |
| 12 | Felix Orthmann     | S/O   | 1º giugno 1996    | Germania             |
| 13 | Moritz Karlitzek   | S     | 12 agosto 1996    | Germania             |
| 14 | Johannes Schief    | S     | 3 ottobre 1997    | Germania             |
| 15 | Willy Belizer      | L     | 30 novembre 1985  | Germania             |
| 16 | Johannes Elsäßer   | L     | 12 luglio 1994    | Germania             |